# Walter William Skeat (Philologe)
Walter William Skeat (* 21. November 1835 in London; † 6. Oktober 1912 in Cambridge) war ein britischer Philologe, englischer Sprachforscher und Etymologe.

## Leben
Er gilt als bedeutender Erforscher der Wurzeln der englischen Sprache. Walter W. Skeat schrieb The Principles of English Etymology (Grundlagen der englischen Etymologie) und 1882 Etymological English Dictionary (Etymologisches englisches Wörterbuch als erstes seiner Art). Skeat schuf Grundlagen zu einer Wiederbelebung der Beschäftigung mit der frühen englischen Literatur. Er war Herausgeber von Piers Plowman (1867) und The Complete Works of Geoffrey Chaucer (1894–1897). Beeinflusst von Skeats Forschungsarbeiten als Pionier der Etymologie der englischen Sprache wurden etwa der Lexikograf James Murray, der Lexikograf und Anglist Charles Talbut Onions sowie der britische Lexikograf Eric Partridge (1894–1979).
In ihrem Gründungsjahr 1902 wurde er Mitglied (Fellow) der British Academy.